# Bupalus piniaria
Bupalus piniaria là một loài bướm đêm trong họ Geometridae.

## Hình ảnh

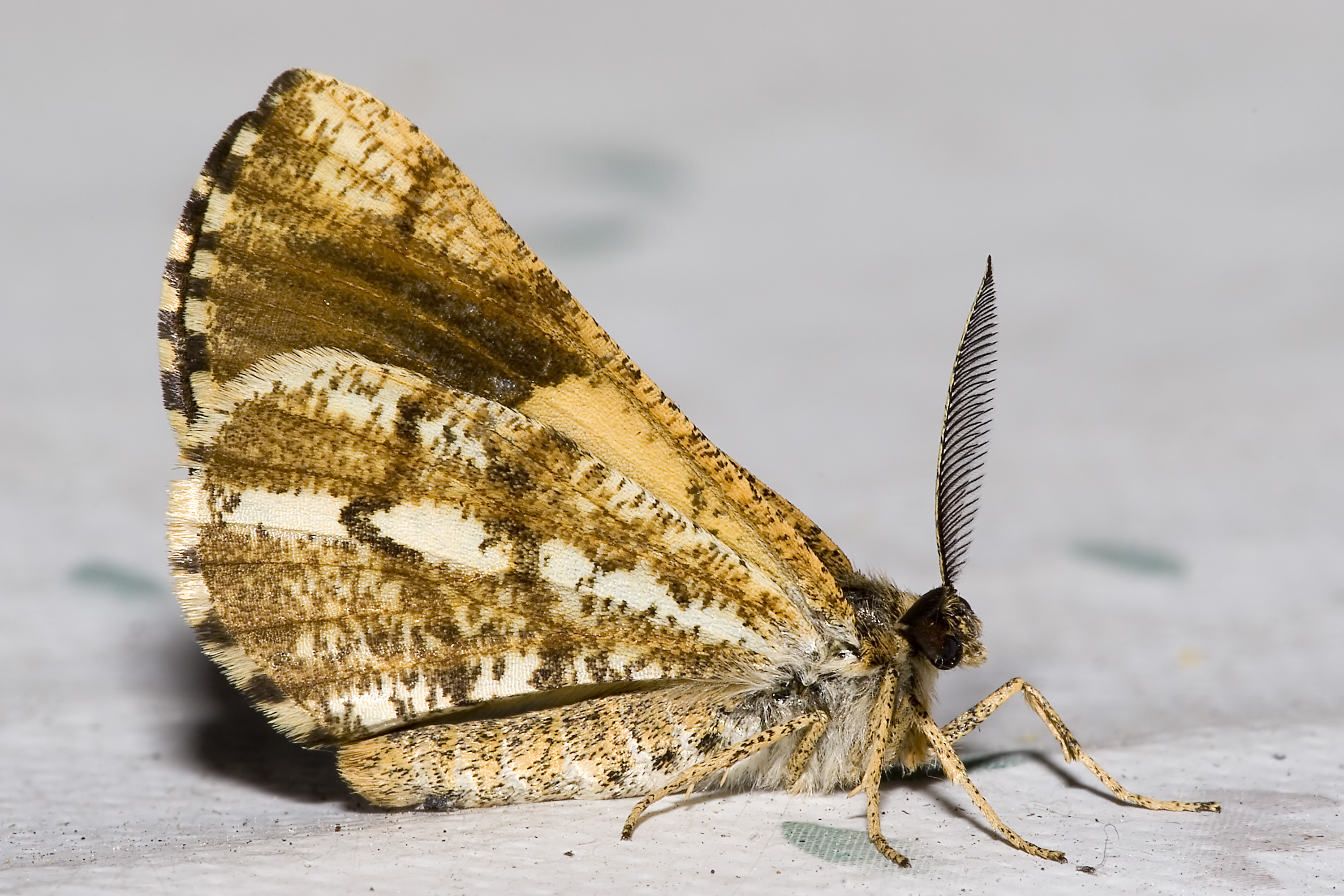
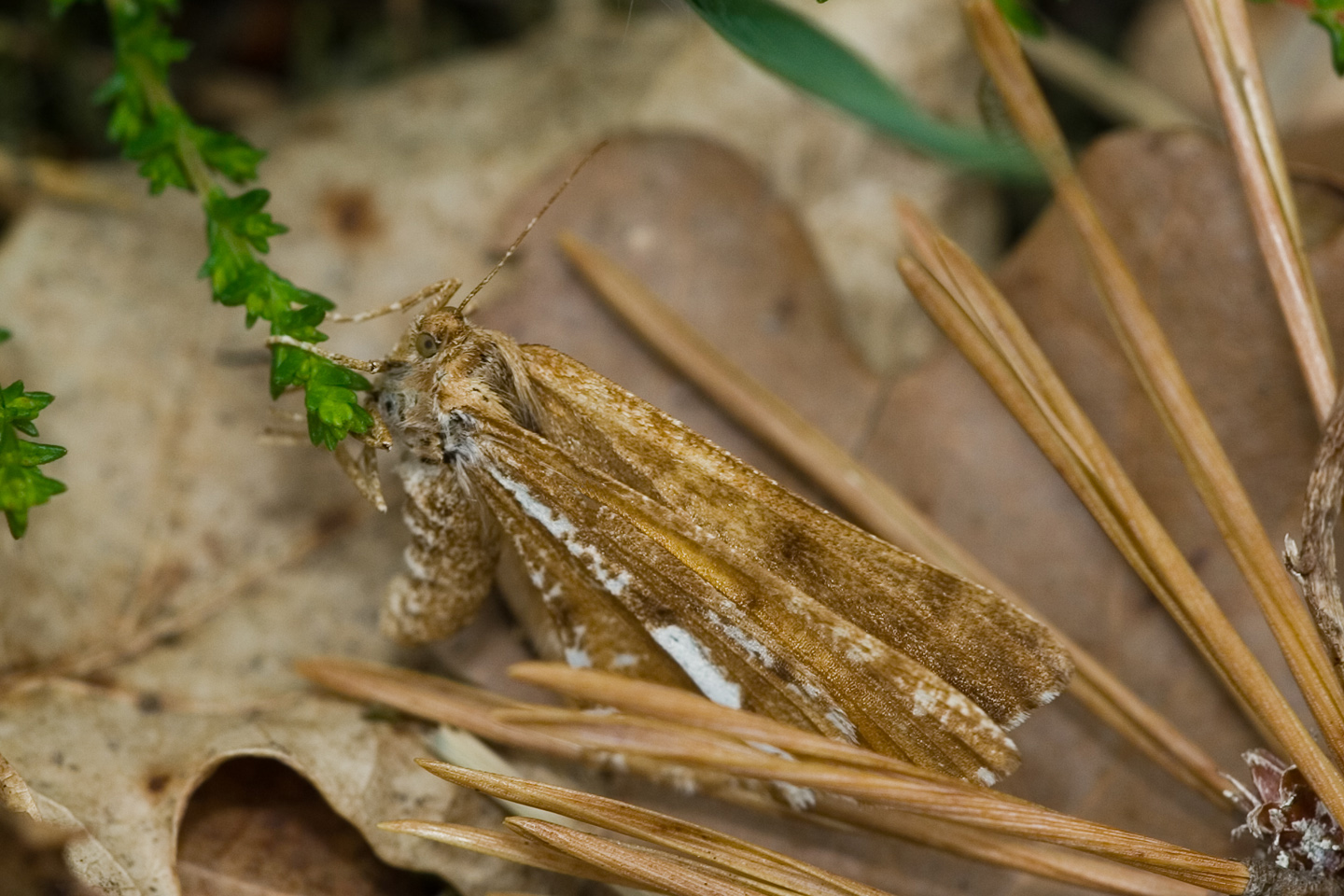
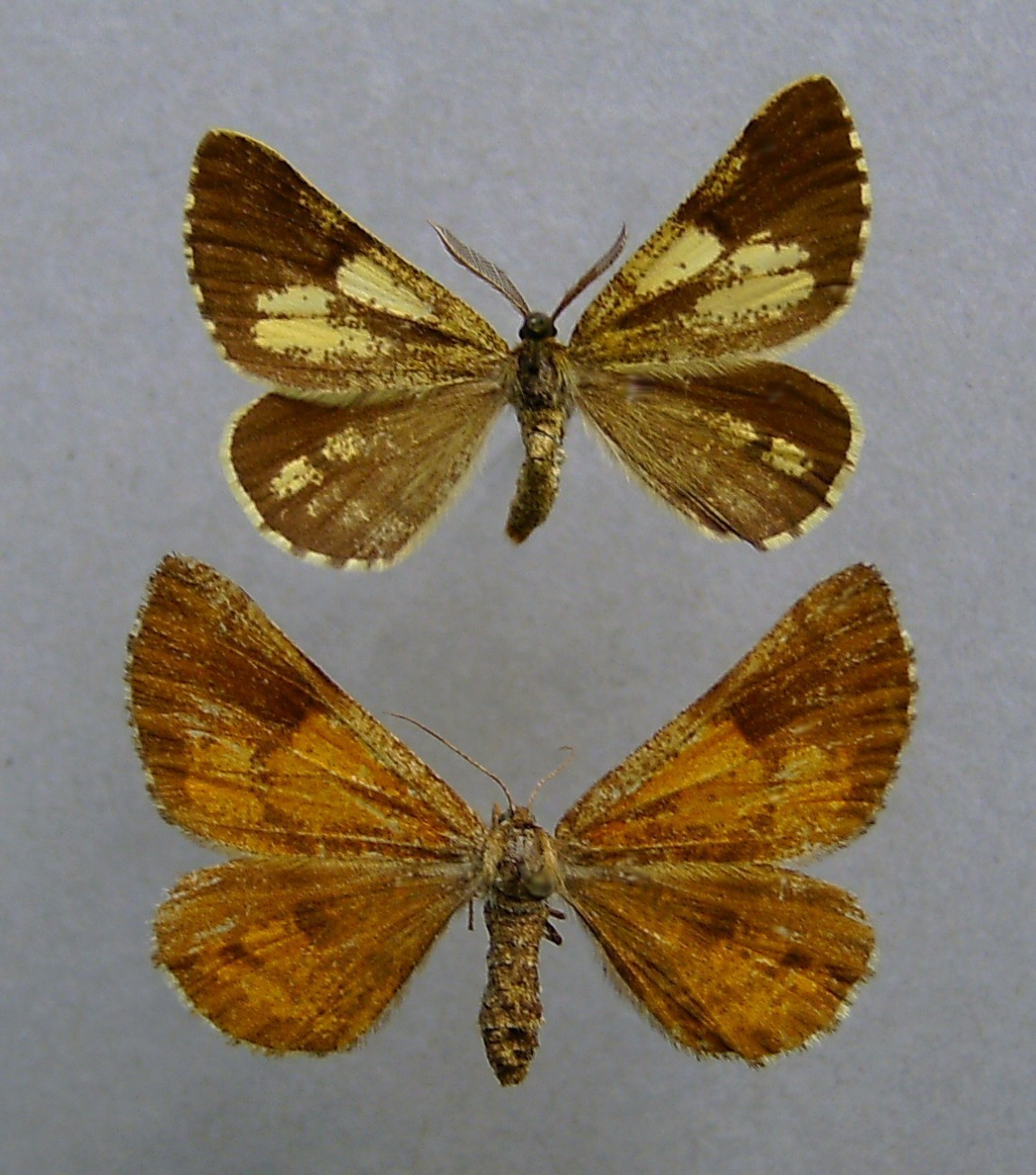
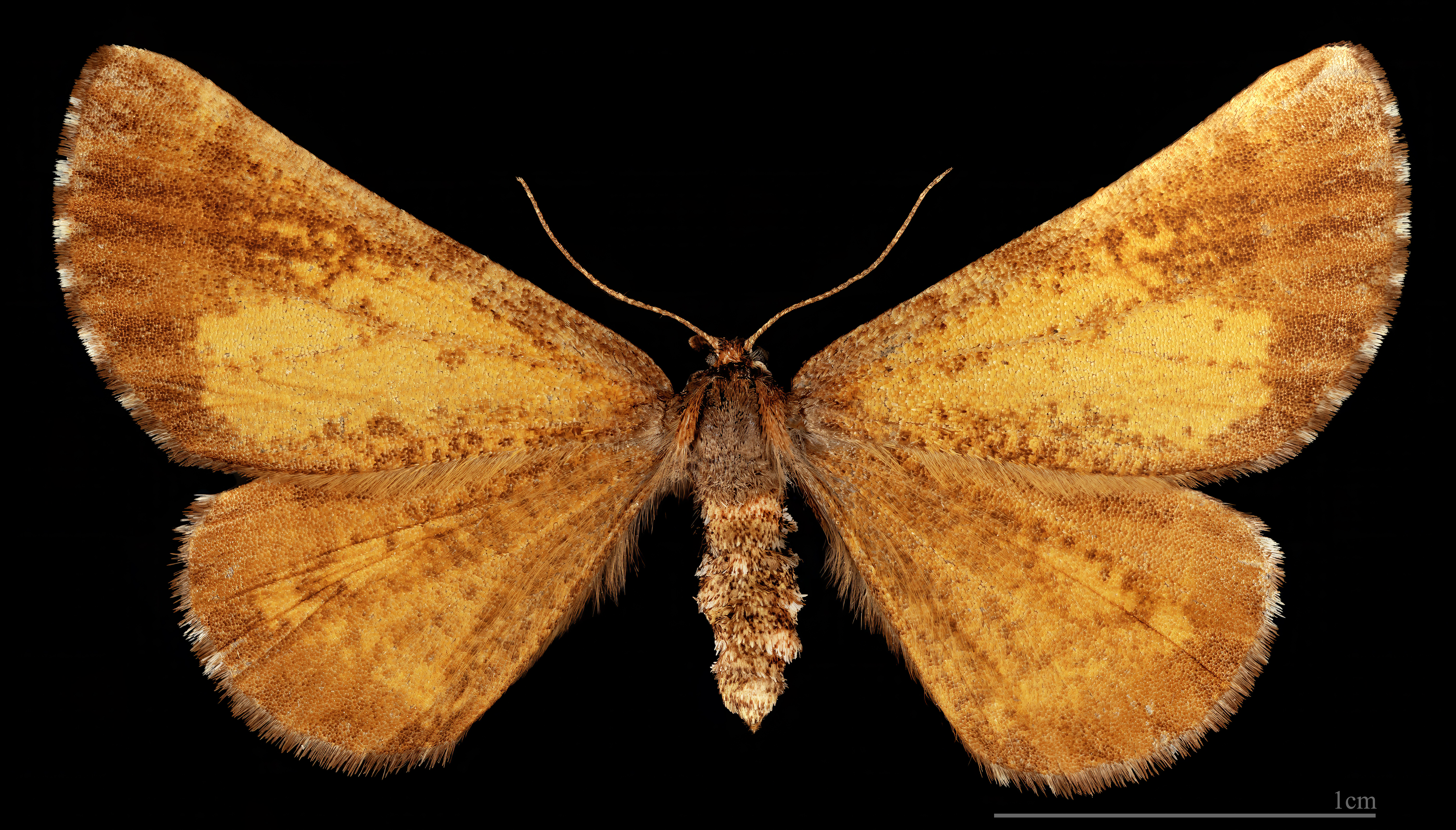
Bupalus piniaria♀
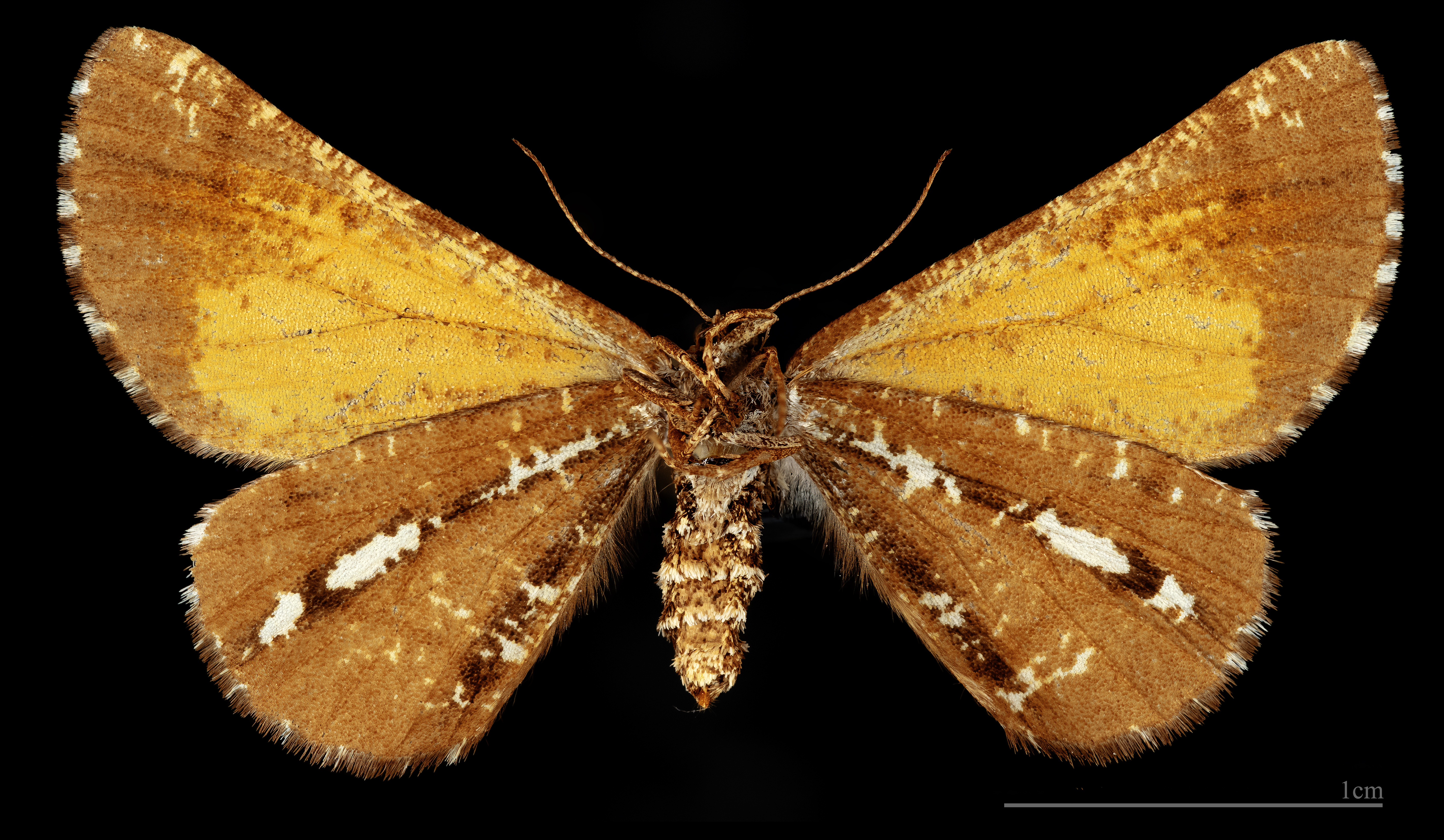
♀ △

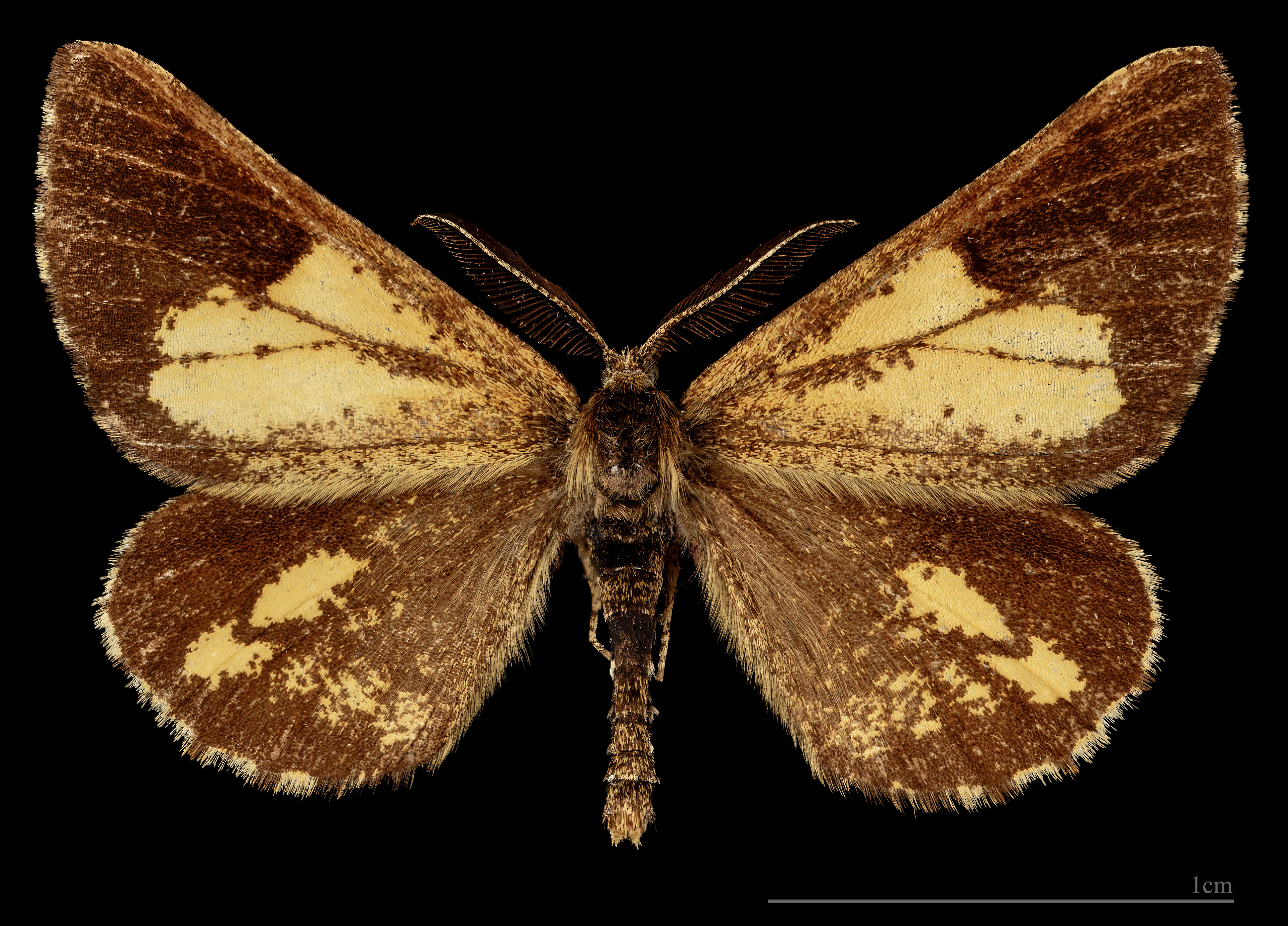
Bupalus piniaria flavescens ♂
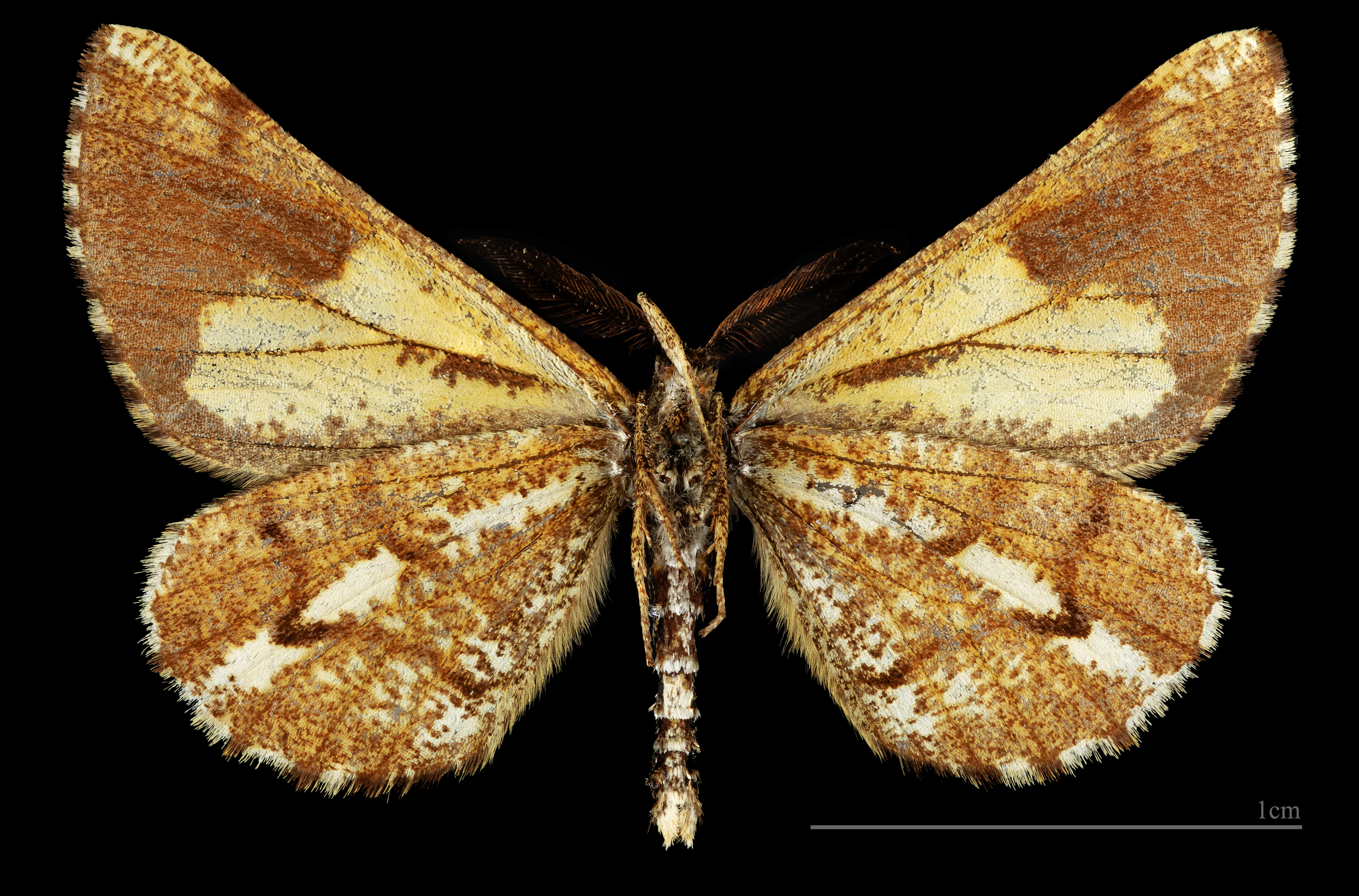
Bupalus piniaria flavescens ♂  △